# 政策研究大学院大学
政策研究大学院大学（せいさくけんきゅうだいがくいんだいがく、英語: National Graduate Institute for Policy Studies）は、東京都港区六本木7-22-1に本部を置く日本の国立大学院（大学院大学）である。略称は政策研究院（せいさくけんきゅういん）、GRIPS。
世界各国から未来の政策リーダーや研究者が集まる国際的な政策研究・教育の拠点であり、民主的統治を担う指導者、政策プロフェッショナルの養成を目的としている。
キャンパスは東京都心・六本木に位置し、日本を含む世界60近くの国と地域から学生が集まる（全学生の約3分の2が行政官等の留学生）。

## 概観

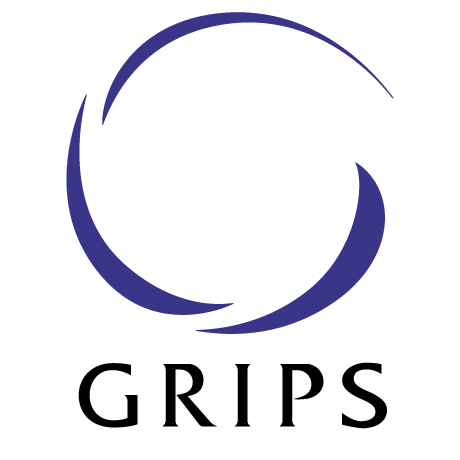
校章

国際的な教育研究環境の中で、現役の官僚、都道府県・政令指定都市の地方公務員等が学生として多数在籍している。
- 「政策における高度なプロフェッショナルの養成」
- 「国際的に開かれた学際的・省際的な政策研究の高度化の推進」
- 「連携機構（コンソーシアム）及び卓越した研究拠点（センター・オブ・エクセレンス）の創出」

と高度学際的政策研究・教育機関を目的として大学院に特化し設置された国立大学院大学。公共政策・開発政策・地域政策・文化政策・知財などのプログラムを設置し、政策研究や専門的政策立案者養成を行っている。

## 沿革
- 1973年 埼玉大学行動科学情報解析センター設立。

- 1977年 埼玉大学大学院政策科学研究科（GSPS）設立。国内プログラム（日本人学生対象）開始。
- 1984年 国際プログラム（留学生対象）開始。
- 1991年 国際開発プログラム開始。
- 1993年 IMFプログラム（留学生対象）開始。
- 1997年 租税プログラム開始。
- 1997年（平成9年）10月1日 - 政策研究大学院大学（GRIPS)開学[2]。
- 2000年（平成12年）4月1日 - 入学開始[2]。
- 2005年（平成17年）六本木キャンパス（旧歩兵第三聯隊駐屯地・東京大学生産技術研究所・東京大学物性研究所）へ移転。

## 教育および研究

### 組織

#### 大学院
- 政策研究科[3]
  - 政策専攻
    - 修士課程
      - 日本語で行われるプログラム
        - 公共政策プログラム
修了までの標準的な年数は1年。中央省庁に勤務する行政官、政策に関わる研究者を志望する者、公共政策に携わることを希望する者などを対象する。
        - 開発政策プログラム
修了までの標準的な年数は1年または1年3ヶ月。技術系公務員、道路、鉄道、航空、電力、通信、ガスなど公共サービスを提供する企業職員、公共事業や政策立案を業務とする建設、コンサルタント、シンクタンクなどの企業の職員、技術系学部で学んだ新卒者などを対象とする。
        - 地域政策プログラム
修了までの標準的な年数は1年。地方自治体職員らを対象とする。2013年度に医療政策コースを新設したほか、2014年度からは農業政策コースも新設。
        - 文化政策プログラム
修了までの標準的な年数は2年だが、1年で修了することも可能。文化政策や文化関連活動に携わる行政官や民間の関係者、専門研究者を目指す学生らを対象とする
        - 知財プログラム
修了までの標準的な年数は1年。政策立案を担当する公務員や、知財政策に関する研究教育を担うことを目指す者、国際機関職員、知財実務に携わる弁護士、弁理士、ビジネスマン、非営利組織職員らを対象とする。
        - まちづくりプログラム
修了までの標準的な年数は1年。まちづくり政策を担当する中央・地方公務員、まちづくりの実務に携わる不動産鑑定士、建築家、非営利組織職員らを対象とする。
        - 教育政策プログラム
修了までの標準的な年数は1年。地方自治体職員、教育関係の機関・団体の職員などを対象とする。
        - 防災・復興・危機管理プログラム
修了までの標準的な年数は1年。中央省庁、地方公共団体、その他民間企業等で、防災や復興・危機管理関連業務を担当している者などを対象とする。
        - 科学技術イノベーション政策プログラム
修了までの標準的な年数は1年6カ月。中央省庁、地方自治体、関連機関の職員などを対象とする。使用言語は日本語と英語。
        - 日本語教育指導者養成プログラム
修了までの標準的な年数は1年。海外の日本語教育機関等の現職日本語教師、または日本語指導経験者を対象とする。使用言語は日本語。

      - 英語で行われるプログラム 
        - Young Leaders Program (YLP)「修士（公共政策）、Master of Public Administration、Master of Public Policy」
修了までの標準的な年数は1年。政治・行政コースと地方行政コースがある。アジア諸国、中欧諸国の将来ナショナル・リーダーとして活躍が期待される若手行政官を対象とする。使用言語は英語。
        - One-year Master Program of Public Policy (MP1)「修士（公共政策）、Master of Public Policy、Master of Public Administration」
修了までの標準的な年数は1年。政府、国際機関の行政官を対象とする。使用言語は英語。
        - Two-year Master Program of Public Policy (MP2)「修士（公共政策）、Master of Arts in Public Policy」
修了までの標準的な年数は2年だが、最短1年6カ月で修了できる。4つの政策専門領域（経済政策、国際開発政策、国際関係、公共政策）から1つの分野を選択する。使用言語は英語。
        - Macroeconomic Policy Program (MEP)〔 One year 〕「修士（公共政策）、Master of Public Policy」
        - Macroeconomic Policy Program (MEP)〔 Two years 〕「修士（公共経済学）、Master of Arts in Public Economics」
上記の1年コースと2年コースがある。マクロ経済政策の立案、実施に関わる政府関係者、およびマクロ経済変動と金融および財政政策の役割を学ぼうとする実務家などを対象とする。使用言語は英語。
        - Public Finance Program (PF)「修士（公共経済学）、Master of Public Finance」
修了までの標準的な年数は13カ月。開発途上国政府の租税および関税関係機関の若手職員らを対象とする。使用言語は英語。
        - Economics, Planning and Public Policy Program (EPP)「修士（公共政策）、Master of Public Policy」[4]
修了までの標準的な年数は1年。インドネシアの中央政府および地方自治体の行政官を対象とする。使用言語は英語。
        - Disaster Management Policy Program (DMP)「修士（防災政策）、Master of Disaster Management」
修了までの標準的な年数は1年。建築研究所との連携プログラムとして、地震・耐震・防災復興政策コースと津波防災コースがあるほか、土木研究所との連携プログラムとして水災害リスクマネジメントコースがある。開発途上国の地震、津波、水災害、防災分野の公務員、技術者、研究者らを対象とする。使用言語は英語。
        - Maritime Safety and Security Policy Program （ MSP ）（海上保安政策プログラム）「修士（政策研究）、Master of Policy Studies」
修了までの標準的な年数は1年。海上保安庁の連携プログラムであり、日本及びアジア各国の海上保安組織での実務経験を3年以上有し、年齢45歳以下の方の受け入れを想定している。10月入学で、3月から7月までは、海上保安大学校で授業・演習などを行う。事実上の同校の大学院修士課程に相当する上級課程で、防衛大学校の国際安全保障コースに相当する。

    - 博士課程
      - 公共政策プログラム
修了までの標準的な年数は3年。修士プログラムからの進学を原則としているが、他大学で修士の学位を取得した学生については、その習得分野、学位の種別などに応じて、博士課程からの入学を認めている。使用言語は日本語と英語。
      - 安全保障・国際問題プログラム（G-cube Security and International Studies Concentration）
修了までの標準的な年数は3年。社会科学分野、特に国際関係、政治学、法学、経済学などの分野の修士号取得者、もしくはそれと同等と見なされる実務経験者を対象とし、国内外の政界、官界、学界などから広く学生を受け入れる方針。使用言語は日本語と英語。2021年から後掲のGRIPS Global Governance Program (G-cube)に統合され、G-cube Security and International Studies Concentrationとなった。
      - 国家建設と経済発展プログラム
修了までの標準的な年数は3年。開発途上国や新興国における政治と経済の相互作用に知的な関心を抱き、すでに政治学、経済学、国際関係論など、社会科学分野のいずれかの修士号を取得した者を対象とする。使用言語は英語。
      - 防災学プログラム
修了までの標準的な年数は3年。修士の学位を取得している者、もしくは同等の能力を有し、大学、研究機関、政府関係機関等での水災害リスクマネジメント分野での研究経験や実務経験を有する者。使用言語は英語。
      - 科学技術イノベーション政策プログラム
修了までの標準的な年数は3年。主として国内外の中央省庁および関連機関の幹部候補、研究・教育職の志望者、国際機関職員、大学・研究機関・企業の運営に関わる者などを対象とする。使用言語は日本語と英語。
      - 日本言語文化研究プログラム
修了までの標準的な年数は3年。修了までの標準的な年数は3年。海外の日本語教育機関等の現職日本語教師、または日本語教育研究者を対象とする。使用言語は日本語。
      - 政策プロフェッショナルプログラム
修了までの標準的な年数は3年。原則として、すでに修士の学位を持つ政策に関わる実務家で、官公庁や報道機関、NPOなどに在籍し、10年以上の経験を有している者を対象とするが、修士の学位を持たない場合や、経験年数が満たない場合でも認める場合がある。使用言語は日本語。

    - 5年一貫博士プログラム
      - GRIPS Global Governance Program (G-cube)
2014年度に開設。修了までの年数は5年だが、最短3年で修了できる。国際機関を目指す者、企業等でグローバルに活躍することを目指す者、中央省庁の行政官を対象とする。使用言語は英語。
      - Policy Analysis Program (政策分析プログラム)
修了までの年数は5年だが、最短3年で修了できる。社会人、政府部門勤務者、新卒者などを対象とする。使用言語は英語。

### 附属機関
- 政策研究センター
- 政策研究院
- グローバルリーダー育成センター
- 図書館

## 研究

### 21世紀COEプログラム
21世紀COEプログラムとして、1件のプロジェクトが採択されている。
- 2003年
社会科学系
アジアの開発経験と他地域への適用可能性

### グローバルCOEプログラム
グローバルCOEプログラムとして、1件のプロジェクトが採択されている。
- 2008年
社会科学系
東アジアの開発戦略と国家建設の適用可能性

## 大学関係者と組織
独自の職位として、（テニュア・トラックの）助教に相当する助教授という職位を持つ。

### 出身者・学位取得者
- 神津健 - 衆議院議員
- 田中秀明 - 明治大学教授
- 岡村直子 - 文部科学省国際統括官、日本ユネスコ国内委員会事務総長
- 廣瀬律子 - 防衛省大臣官房政策立案総括審議官、防衛省九州防衛局長
- フォンサムット・アンラワン - 駐日ラオス大使
- 松木正一郎 - 下田市長
- 室田哲男 - 広島市副市長、危険物保安技術協会理事長
- 乙武洋匡 - 作家、タレント
- 田中泉 - ニュースキャスター、元NHKアナウンサー[5]

## 施設

### キャンパス

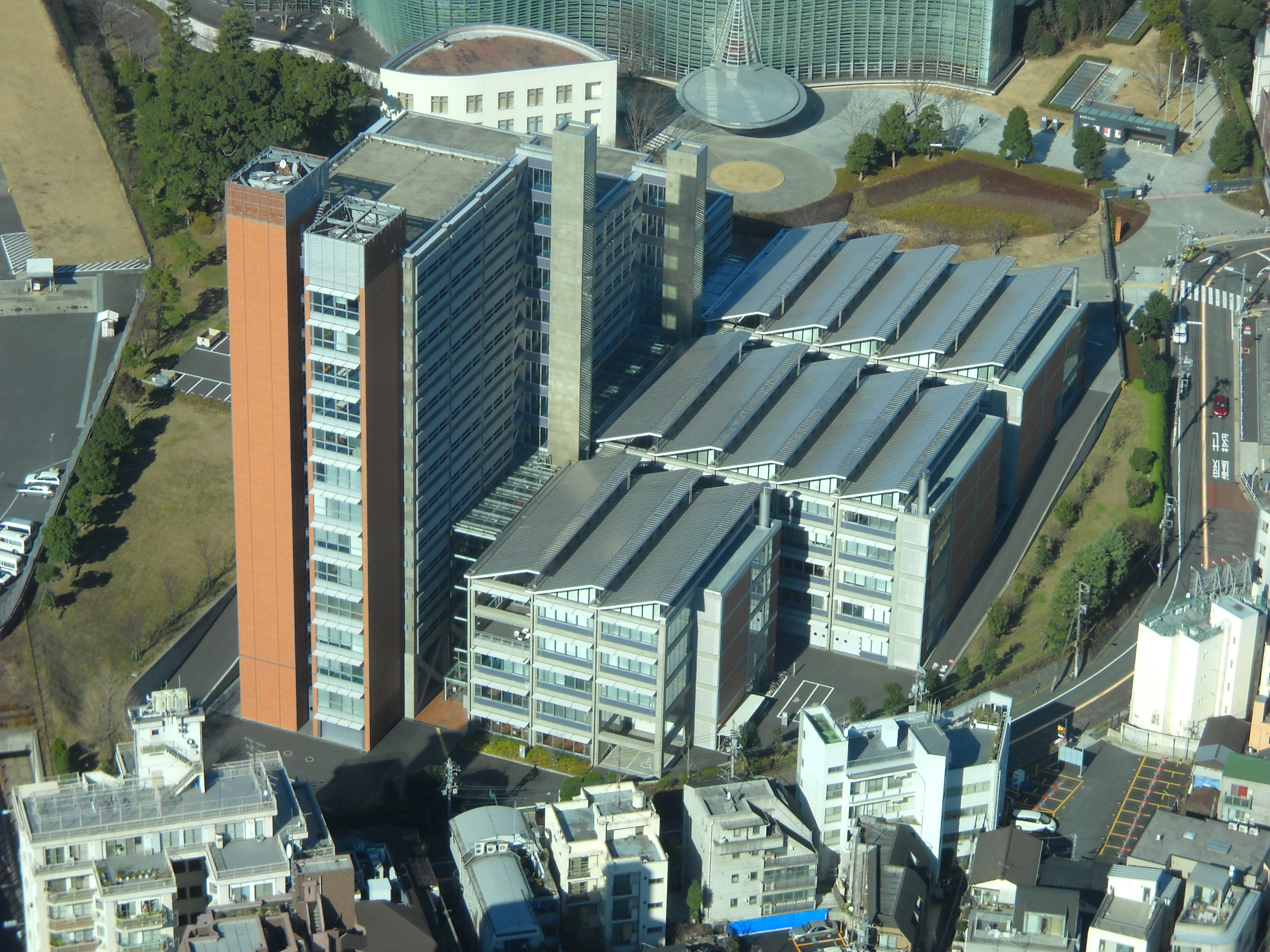
キャンパス全景

- 交通アクセス：都営地下鉄大江戸線六本木駅、東京メトロ日比谷線六本木駅または東京メトロ千代田線乃木坂駅下車

山下設計・リチャード・ロジャース設計共同体と文部科学省による共同設計で、文部科学省が手がける第1号PFIとして、2005年に竣工。
かつては東京都新宿区の税務大学校跡地（書類上は神奈川県三浦郡葉山町）に設置されていたが、東京大学生産技術研究所、同物性研究所跡地の整備に伴い、2005年（平成17年）に現在地に移転した。この大学の隣接地には国立新美術館があるが、この一帯には戦前には大日本帝国陸軍の歩兵第3連隊の駐屯地が置かれていた。